# Брент (Алабама)
Брент (енгл. Brent) град је у америчкој савезној држави Алабама. По попису становништва из 2010. у њему је живело 4.947 становника.

## Демографија
Према попису становништва из 2010. у граду је живело 4.947 становника, што је 923 (22,9%) становника више него 2000. године.
| Група             | 2000.         | 2010.         |
| Белци             | 1.963 (48,8%) | 2.158 (43,6%) |
| Афроамериканци    | 2.013 (50,0%) | 2.648 (53,5%) |
| Азијати           | 8 (0,2%)      | 0 (0,0%)      |
| Хиспаноамериканци | 39 (1,0%)     | 105 (2,1%)    |
| Укупно            | 4.024         | 4.947         |